# シェールガス革命
シェールガス革命（シェールガスかくめい）あるいはシェール革命とは、今まで困難であったシェール層からの石油や天然ガス（シェールガス）の抽出が可能になったことにより、世界のエネルギー事情が大きく変わることを指す。

## 概要
アメリカ合衆国ではシェール層が国土のほぼ全域に広がり、そこに埋蔵されている石油・天然ガスは100年分を超えると言われていることから、世界最大のエネルギー輸入国から2020年頃には一転して世界最大のエネルギー資源国に躍り出ると見られる。一方で世界一の天然ガス埋蔵国であるロシア連邦は、シェール革命による天然ガスの大量供給により、最大の需要先であるヨーロッパでの販売が振るわず、世界シェアが低下している。
ロシア連邦・中華人民共和国・オーストラリア・ポーランド・ウクライナなど、古い堆積地層のある大陸にはシェールガス資源が存在する。しかしアメリカ合衆国などにしか掘削・生産技術が無く、世界各地でも石油などエネルギー価格次第で販売もされる情勢である。

### アメリカ合衆国のシェールガス革命（2013年）
シェールガス開発が進んだことにより、2008年から2013年頃にかけて火力発電所のランニングコストが半分程度に低下。コスト面で太刀打ちできなくなった旧型原子力発電所の廃炉が相次いだ。
2013年5月17日に天然ガスの日本向け輸出申請が認可された。日本の輸入天然ガスは石油価格連結と言われ、長期に渡る高値契約で単位当たり36ドルという報道もあった。アメリカ国内の天然ガス価格は100万BTU（イギリス熱量単位）当たり3ドルを割っている。

### カナダのシェールガス革命（2013年）
2013年にカナダが初めてシェールガスを対日輸出する。